# Szélről legeljetek
A Szélről legeljetek (más szövegkezdettel Kecskék, legeljetek) egy régi magyar táncdal (pl. rábaközi dus). Takácstánc címmel is hivatkoznak rá.
Sok szólamú kánonban is énekelhető. Belépés az ütemek elején.

## Kotta és dallam
Szélről legeljetek,

fának ne menjetek,

mert ha fának nekimentek,

fejeteket beveritek,

szili kút, szanyi kút,

szentandrási, sobri kút.

## Feldolgozások
| Szerző            | Mire                      | Mű                                                    | Előadás |
| ----------------- | ------------------------- | ----------------------------------------------------- | ------- |
| Bárdos Lajos      | három szólamú vegyeskarra | Hét kurta kórus egyvégtében való éneklésre (6. darab) | [ 2 ]   |
| Horusitzky Zoltán | zongora                   | Szélről legeljetek                                    |         |

## A dalszöveg feltételezhető értelmezése
A 16–18. században az állatokat lábon hajtották a vásárokra; menet közben az állatok legelhettek az út szélén az utat övező fákig; minden bizonnyal erre utalva születhettek meg az ének kezdő sorai. Az utolsó két sor a gyűjtési hely (és feltehetőleg a dal születésének helye) közelében fekvő, itatásra alkalmas településeket sorolja fel: Szil, Szany, Rábaszentandrás és Sobor.
Az említett községek egymás kelet-nyugati szomszédai (közülük hármat ma is közút köt össze egymással), így szinte térképszerűen is megidézhető a dalt szerző marhahajcsárok egykori (valószínűsített) útvonala, melynek célállomása talán Kapuvár, esetleg Beled marhavásártere lehetett. Nagyjából ezekbe az útvonalakba esik bele Szil nyugati szomszédja, Páli is, s mivel utóbbi község kimaradt a szövegből, egyes változatokban megtoldják a dalt egy kiáltással: "Páli rosszvödör!".

## Felvételek
- Táncdallamok - Szélről legeljetek. Szvorák Katalin és a Téka együttes  YouTube (2002. november 12.)  (Hozzáférés: 2016. augusztus 27.) (audió)
- Szélről legeljetek. Magyar Rádió és Televízió Gyermekkara, vezényel Csányi László  YouTube (1985. június 21.)  (Hozzáférés: 2016. augusztus 27.) (audió)
- Szélről legeljetek: Néptánc - 1977. Zalka Máté Katonai műszaki főiskola tánckara  YouTube (2016. július 21.)  (Hozzáférés: 2016. augusztus 27.) (videó)
- Szélről legeljetek. Sitkei Citerazenekar és HÁNCS  YouTube (2013. február 18.)  (Hozzáférés: 2016. augusztus 27.) (videó) 0:35-ig.